# Дмитрівська сільська рада (Знам'янський район)
| Дмитрівська сільська рада — колишній орган місцевого самоврядування у Знам'янському районі Кіровоградської області з адміністративним центром у с. Дмитрівка. Сільській раді були підпорядковані населені пункти: - с. Дмитрівка - с. Веселий Кут - с. Гостинне - с. Долина - с. Калинівка - с. Плоске |

## Склад ради
Рада складалася з 30 депутатів та голови.

### Керівний склад ради
| ПІБ                          | Основні відомості                                                               | Дата обрання | Дата звільнення |
| ---------------------------- | ------------------------------------------------------------------------------- | ------------ | --------------- |
| Стиркуль Наталія Євстафіївна | Сільський голова, 1956 року народження, освіта, позапартійна                    | 26.03.2006   | 31.10.2010      |
| Стиркуль Наталія Євстафіївна | Сільський голова, 1956 року народження, освіта середня спеціальна, позапартійна | 31.10.2010   |                 |

Примітка: таблиця складена за даними джерела

## Населення
Згідно з переписом УРСР 1989 року чисельність наявного населення сільської ради становила 6063 особи, з яких 2735 чоловіків та 3328 жінок.
За переписом населення України 2001 року в сільській раді мешкало 5255 осіб.

### Мова
Розподіл населення за рідною мовою за даними перепису 2001 року:
| Мова       | Відсоток |
| ---------- | -------- |
| українська | 90,82 %  |
| російська  | 7,55 %   |
| білоруська | 0,56 %   |
| молдовська | 0,34 %   |
| вірменська | 0,28 %   |
| угорська   | 0,15 %   |
| циганська  | 0,11 %   |
| болгарська | 0,02 %   |
| польська   | 0,02 %   |